# The Skull (album)
The Skull è il secondo album in studio del gruppo musicale doom metal statunitense Trouble, pubblicato nel 1985.

## Tracce
Side 1
1. Pray for the Dead – 5:54
2. Fear No Evil – 4:12
3. The Wish – 11:35

Side 2
1. The Truth Is, What Is – 4:37
2. Wickedness of Man – 5:46
3. Gideon – 5:10
4. The Skull – 5:50

## Formazione
- Eric Wagner - voce
- Bruce Franklin - chitarre
- Rick Wartell - chitarre
- Sean McAllister - basso
- Jeff Olson - batteria